# Dáin II
Dáin II Pie de Hierro (Dáin II Ironfoot en el original en inglés) es un personaje ficticio del legendarium del escritor británico J. R. R. Tolkien. Dáin II fue el rey enano que defendió Erebor durante la Guerra del Anillo. Es descendiente del linaje de Durin, hijo de Náin y descendiente de Thráin I, el fundador del Reino Bajo la Montaña, en la Montaña Solitaria. Nació en las Colinas de Hierro en el año 2767 de la Tercera Edad del Sol, y murió en el 3019 T. E.. 
Su primera aparición en la historia de la Tierra Media, data del año 2799 T. E. cuando siendo muy joven vengó la muerte de su padre, matando a Azog el jefe orco de Moria en la Batalla de Azanulbizar, la última gran batalla de la guerra entre orcos y enanos desatada entre los años 2793-2799 de la Tercera Edad del Sol. Al final de la batalla se niega a secundar a Thráin II en la idea de recuperar Khazad-dûm y vuelve a gobernar a su pueblo en las Colinas de Hierro.
En 2941 T. E., conduce un ejército de enanos de las Colinas de Hierro en auxilio de Thorin II Escudo de Roble, que se encontraba sitiado en Erebor por fuerzas combinadas de elfos y hombres de Esgaroth, quienes trataban de obtener parte de las riquezas de la recién recuperada Montaña Solitaria. Pero al llegar se encontró con un cuadro bien distinto, puesto que ambos contrincantes fueron atacados por fuerzas orcas al mando de Bolgo produciéndose lo que se conocería como la Batalla de los Cinco Ejércitos. Al finalizar la misma, se convierte en Rey Bajo la Montaña puesto que Thorin II muere en la batalla.
En la Guerra del Anillo tuvo una activa participación en la defensa de Rhovanion del ataque de las fuerzas de Sauron, puesto que junto a Brand, rey de Valle contienen a los ejércitos de Khamûl. Desafortunadamente Dáin II muere en esa acción, tratando de defender el cuerpo de Brand ante las puertas de Erebor. Al momento de su muerte, contaba con 252 años de edad.

(...) Me dolí de la caída de Thorin -dijo Gandalf-, y ahora oímos que Dáin ha caído, luchando otra vez en el Valle, mientras nosotros luchábamos aquí. La llamaría una gran pérdida, si no fuera más bien una maravilla que a una edad ya avanzada aún pueda blandir el hacha con tanto vigor como dicen que lo hizo, de pie junto al cuerpo del Rey Brand ante las Puertas de Erebor hasta que cayó la oscuridad.
 — J. R. R. Tolkien, El Señor de los Anillos, «Apéndice A».

| Predecesor: Thorin II Escudo de Roble | Casa de Durin 2941 - 3019 T. E.                  | Sucesor: Thorin III Yelmo de Piedra                    |
| Predecesor: Grór                      | Señor de las Colinas de Hierro 2805 - 2941 T. E. | Sucesor: Ninguno (Unificación con la corona de Erebor) |
| Predecesor: Thorin II Escudo de Roble | Rey bajo la Montaña de Erebor 2941 - 3019 T. E.  | Sucesor: Thorin III Yelmo de Piedra                    |

- Datos: Q1767106